# Neosybra fuscosignata
Neosybra fuscosignata là một loài bọ cánh cứng trong họ Cerambycidae.